# Озерица
Озерица — река в России, протекает в Даниловском районе Ярославской области. Впадает в реку Ухтанка по правому берегу. Сельские населённые пункты у реки: садовые участки, Петровское, Ильинское, Семёновское, Терентьево. Перед Петровским пересекает железную дорогу Ярославль — Данилов. До Петровского является пересыхающей.